# Zainab Lawal Gummi
Zainab Lawal Gummi é a comissária para Mulheres, Crianças e Desenvolvimento Social do Estado de Zamfara, na Nigéria. Ela foi indicada pelo governador Bello Matawalle.

## Carreira
Gummi declarou que apoia o acesso gratuito à educação e a igualdade de género. Ela também afirmou que o seu estado estava empenhado em acabar com todas as formas de abuso infantil, como miséria, tráfico e trabalho infantil. Isso seria alcançado através de governantes tradicionais e do envolvimento de estudiosos islâmicos para ajudar a orientar a implementação das leis.